# Timex Computers TC-2048
Timex Computers TC-2048 (TC-2048) је кућни рачунар, производ фирме Timex Computers који је почео да се израђује у Португалу током 1984. године.
Користио је Z80A као централни микропроцесор а RAM меморија рачунара TC-2048 је имала капацитет од 48 KB. 
Као оперативни систем је био базиран на Бејсику.

## Детаљни подаци
Детаљнији подаци о рачунару TC-2048 су дати у табели испод.
|                       |                                                                 |
| [ 1 ]                 |                                                                 |
| Произвођач            |                                                                 |
| Тип                   | кућни рачунар                                                   |
| Меморија              | 48 KB                                                           |
| Поријекло             | Португал                                                        |
| Година                | 1984                                                            |
| Тастатура             | 42 пластична тастера                                            |
| Процесор              |                                                                 |
| Фреквенција процесора | 3,5 .                                                           |
| RAM                   | 48 KB                                                           |
| ROM                   | 16 KB                                                           |
| Текст                 | 32 знакова x 24 линије, 80 стубова мод                          |
| Графика               | 256 x 192 тачака у боји, 512 x 192 тачака у монохроматском моду |
| Боја                  | 8                                                               |
| Звук                  | 1 глас, 10 октава, уграђени звучник                             |
| Димензије             | непознато                                                       |
| Портови               |                                                                 |
| Оперативни систем     | базиран на Бејсику                                              |